# Nationalpark Valkmusa
Der Nationalpark Valkmusa, originalsprachlich Valkmusan kansallispuisto (finnisch) und Valkmusa nationalpark (schwedisch) ist ein Nationalpark in Finnland. Er wurde 1996 ausgewiesen.

## Geografie und Name

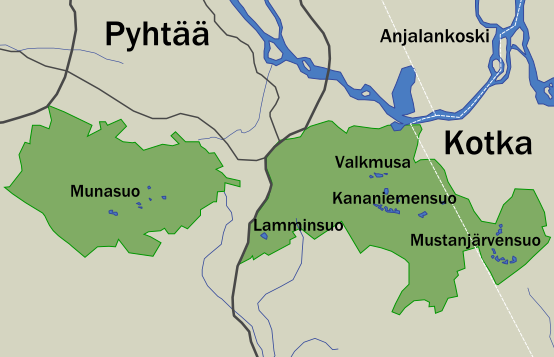
Karte der Sümpfe im Nationalpark Valkmusa

Der Nationalpark ist etwa 19,5 km² groß und liegt rund 100 km östlich von Helsinki in der Region Kymenlaakso auf dem Gebiet der Gemeinden Pyhtää und Kotka. Er besitzt zwei Teile: Munasuo im Westen und ein größeres Gebiet im Osten, das aus den Sümpfen Valkmusa, Kananiemensuo, Lamminsuo, Mustanjärvensuo besteht und direkt an die durch den Nationalpark verlaufende Landstraße grenzt.
Der Park liegt in einer Gegend, die früher eine bedeutende finnlandschwedische Bevölkerung hatte, und Pyhtää (schwedisch Pyttis) ist bis heute offiziell zweisprachig. Deshalb ist es nicht ungewöhnlich, dass der namensgebende Sumpf Valkmusa einen ursprünglich schwedischen Namensbestandsteil hat und das Hauptwort im Namen, d. h. musa „Sumpf, Moor“, eine Wortentlehnung von schwedisch mossa „Moos“ ist. Das Bestimmungswort lässt sich als finnisches Adjektiv valk(ea) „weiß, klar“ deuten. In dem Fall wäre der finnische Name wahrscheinlich als Gegensatz zum Namen des östlich benachbarten Mustanjärvensuo gebildet, der sich als „Schwarzseesumpf“ übersetzen lässt. Das Bestimmungswort könnte aber auch auf schwedisch falk „Falke“ zurückgehen, der sich mehrmals in anderen Ortsnamen der Gegend findet.
Der Name des anderen großen Sumpfes Munasuo bedeutet „Eiersumpf“ und ist auch unter dem schwedischen Namen Äggmossan (mit gleicher Bedeutung) bekannt. Der finnische Name ist auch für andere Sümpfe in benachbarten Landschaften zwischen Ost- und Südwestfinnland bekannt. Diese Benennung lässt sich damit erklären, dass früher Vogeleier zum Nahrungserwerb in Sümpfen gesammelt wurden.

## Vegetation und Fauna
Im Park liegt eine für Finnland einzigartige Sumpflandschaft. Eine diverse Avifauna findet sich ebenfalls; hier brüten Kranich, Fischadler, Rotschenkel, Schneehuhn und Waldammer. Der Nationalpark ist darüber hinaus ein wichtiges Rastgebiet für Zugvögel. Im Park kommen zahlreiche Schmetterlingsarten, wie z. B. der Purpurstreifen-Zwergspanner vor.